# Cleòpatra VI
Cleòpatra VI Trifena (grec antic: Κλεοπάτρα Τρύφαινα, llatí: Cleopatra Tryphaena, 'la Magnífica') era filla de Ptolemeu XII Auletes i possiblement d'una princesa anomenada Cleòpatra V suposada mare també de Cleòpatra VII.
Quan el seu pare fou enderrocat el 58 aC, segons la versió més estesa, la seva germana Berenice IV fou posada al tron i Cleòpatra VI li fou associada (57 aC) però va morir al cap d'uns mesos, sospitant-se que fou enverinada per Berenice IV. Si bé tots és cert que Cleòpatra Trifena i Bernice IV van governar Egipte conjuntament, no tots els historiadors estan d'acord que fossin germanes.